# UFC on ESPN: Emmett vs. Murphy
UFC on ESPN: Emmett vs. Murphy (também conhecido como UFC on ESPN 65 e UFC Vegas 105) foi um evento de artes marciais mistas produzido pelo Ultimate Fighting Championship que ocorreu em 5 de abril de 2025 no UFC Apex em Enterprise, Nevada, parte da região de Las Vegas Valley, Estados Unidos.

## Contexto
Uma luta no peso-pena entre o ex-desafiante interino ao título dos penas Josh Emmett e Lerone Murphy foi o combate principal do evento.
Uma luta no peso-pena entre Giga Chikadze e David Onama foi agendada para o evento. No entanto, a luta foi transferida para o evento UFC on ESPN: Machado Garry vs. Prates por motivos desconhecidos.
Uma luta no peso-palha feminino entre Ariane Carnelossi e Loma Lookboonmee estava programada para o card. Contudo, Carnelossi se retirou do combate devido a uma lesão no tornozelo e foi substituída por Istela Nunes.
Uma luta no peso-pesado entre Kennedy Nzechukwu e Martin Buday também estava agendada. No entanto, Nzechukwu foi retirado do evento devido a uma lesão e substituído pelo atual campeão meio-pesado do LFA, Uran Satybaldiev.
Daniel Santos não compareceu à pesagem, e sua luta no peso-galo contra Davey Grant foi cancelada por questões médicas.
Além disso, na pesagem, Cortavious Romious pesou 139,5 libras (63,3 kg), três libras e meia (1,6 kg) acima do limite da categoria peso-galo em lutas sem disputa de título. A luta prosseguiu em peso casado e Romious foi multado em 20% de sua bolsa, valor repassado ao seu oponente Lee Chang-ho.

## Prêmios de bônus
Os seguintes lutadores receberam bônus de US$ 50.000.
- Luta da Noite: Nenhum bônus concedido
- Performance da Noite: Lee Chang-ho, Ode' Osbourne, Dione Barbosa e Rhys McKee